# Tusukuru
Tusukuru es un género de arañas araneomorfas de la familia Linyphiidae. Se encuentra en Rusia, Canadá y Estados Unidos.

## Lista de especies
Según The World Spider Catalog 12.0:
- Tusukuru hartlandianus (Emerton, 1913)
- Tusukuru tamburinus Eskov, 1993